# Imparare ad amare
(dalla Presentazione di Imparare ad amare, pag. 9.)
Imparare ad amare è un libro che raccoglie testi di papa Benedetto XVI sul tema dell'amore e della famiglia in senso cristiano. Il libro è stato anche diffuso in allegato al settimanale Famiglia Cristiana. La diffusione di questo ha coinciso con l'anniversario del II anno di pontificato di Benedetto XVI e il suo 80º compleanno.

## Edizioni
- Papa Benedetto XVI, Imparare ad amare. Il cammino di una famiglia cristiana, Libreria Editrice Vaticana, 2007,  pp. 133, cap. IX.